# ميخائيل جوزيف ماكنالي
ميخائيل جوزيف ماكنالي (بالإنجليزية: Michael Joseph McNally)‏ هو عسكري أمريكي، ولد في 29 يونيو 1860 في نيويورك في الولايات المتحدة، وتوفي في 2 نوفمبر 1916 في خليج تشيزبيك في الولايات المتحدة.